# Bataille de Machecoul (10 juin 1793)
Pour les articles homonymes, voir Bataille de Machecoul.
Guerre de Vendée
Batailles
La bataille de Machecoul se déroule le 10 juin 1793 lors de la guerre de Vendée. Elle s'achève par la victoire des Vendéens qui reprennent la ville de Machecoul aux républicains.

## Prélude
Après la bataille de Palluau et la retraite des forces républicaines du général Boulard, l'armée du chef vendéen Charette demeure inactive à Legé pendant près d'un mois. Les chefs et les insurgés passent alors une grande partie de leur temps à festoyer,,. Selon les mémoires du chef vendéen Pierre-Suzanne Lucas de La Championnière : « Plusieurs demoiselles et dames du pays vinrent habiter le cantonnement. Les jeux et les ris les accompagnèrent »,. La Cathelinière, à la tête des bandes du Pays de Retz, arrive cependant à Legé pour rejoindre Charette, lequel ambitionne de remettre la main sur Machecoul, perdue en avril.
Le 29 mai, les troupes républicaines de Baudry d'Asson abandonnent Challans, au sud-ouest de Legé,. Le 5 juin, les administrateurs du district se replient à leur tour sur Les Sables-d'Olonne et le 6, Challans est brièvement réoccupée par les Vendéens. N'étant plus menacé de ce côté, Charette se tourne vers le nord et décide d'attaquer Machecoul. 

## Forces en présence
Côté républicain, la garnison de Machecoul, placée sous les ordres du chef de brigade Prat,,, compte 1 300 hommes selon le rapport au ministre de la Guerre du chef de demi-brigade Vertamy,,. Dans ses mémoires, le chef vendéen Pierre-Suzanne Lucas de La Championnière donne le même nombre. Savary porte quant à lui le nombre des défenseurs entre 1 000 et 1 200.
Différentes armées insurgées du Pays de Retz, du Loroux et peut-être du marais breton, se réunissent à Legé,,. Elles sont commandées par Charette, La Cathelinière, Vrignault, Pajot et Savin,,. Selon Lucas de La Championnière, ce rassemblement est le plus nombreux jamais effectué jusqu'alors. Les effectifs vendéens sont estimés de 15 000 à 25 000 par Vertamy,. Le comité central des corps administratifs de Nantes parle de 20 000 hommes, et le général Agathon Pinot du Petit-Bois de 18 000 à 20 000. Du côté des historiens, Émile Gabory chiffre les forces vendéennes à 12 000 et Lionel Dumarcet entre 12 000 et 15 000. Selon Lucas de La Championnière, les Vendéens laissent tous leurs canons à Legé, car lors de batailles précédentes des redéploiements de pièces d'artillerie avaient été pris par erreur pour des fuites par le reste de l'armée et avaient occasionné des mouvements de panique,,. Cependant selon le récit d'un combattant nommé Honoré Valé, l'armée emporte en réalité une unique pièce d'artillerie.

## Déroulement
Le 10 juin 1793, les Vendéens marchent sur Machecoul au son des veuzes,. Ils s'arrêtent au Grenil, à un tiers de lieue de Machecoul, où ils attendent les traînards et disposent l'ordre de marche des troupes. Une avant-garde constituée de Paydrets, de Maraîchins et de 400 hommes du Loroux est placée sous les ordres de La Cathelinière et de Pajot. Celle-ci contourne la ville et attaque par la route de Nantes, où elle repousse un peloton de cavalerie ayant fait une sortie avec deux canons,.
Vers deux heures de l'après-midi, les Vendéens se lancent de tous côtés à l'assaut de la ville, en formation dispersée et dissimulés dans les sillons de blés pour se protéger du feu des canons républicains et se jetant à plat ventre à chaque décharge,. Les insurgés arrivent au pied des redoutes et s'emparent du poste des deux-Moulins et du poste de la Chaume. 
Le combat se porte alors à l'intérieur de la ville,. Les combattants s'affrontent au corps-à-corps, parfois à mains nues, jusque dans les jardins. Des soldats républicains se barricadent à l'intérieur de maisons, tirant depuis les fenêtres, avant d'être attaqués depuis les toits,. Le château, bien que fortifié, est également emporté par les Vendéens qui s'engouffrent dans des brèches,. 
Les républicains, encerclés, parviennent à faire une percée en bousculant les troupes de Savin dans le faubourg Saint-Martin,. Ils doivent cependant abandonner toute leur artillerie qui est enclouée. Ils se rallient sur le chemin de Saint-Même, au nord de la ville, mais quelques tirs de canons retournés les dissuadent de lancer une contre-attaque. Les républicains abandonnent Machecoul aux Vendéens et se replient sur Nantes,. Les combats s'achèvent après avoir duré entre trois heures et demie, et quatre heures,.

## Pertes
Les républicains avouent de lourdes pertes. Le 12 juin, le général républicain Agathon Pinot du Petit-Bois, commandant de la place de Nantes, écrit au ministre de la guerre que la garnison de Machecoul a « perdu beaucoup de monde ». Dans son rapport du 16 juin, le chef de demi-brigade Vertamy reconnait quant à lui qu'un tiers des 1 300 hommes de la garnison sont manquants,. Il fait état de prisonniers mais indique que les blessés ont pu être évacués. 
Pour le chef vendéen Lucas de La Championnière, les républicains laissent environ 100 tués,, 500 prisonniers et quinze canons,. Un autre chef insurgé, William Bulkeley, donne quant à lui dans une lettre adressée à Mercier, un chef des Clouzeaux, un bilan de 350 républicains tués, 400 prisonniers, dix canons capturés, dont deux pièces de huit livres et les autres de six ou de quatre, neuf caissons et 20 000 cartouches saisies,,. Honoré Valé fait état de 400 prisonniers. Charette garde les canons pour son armée et distribue aux autres commandants quelques gargousses.
Du côté des Vendéens, Lucas de La Championnière écrit que les pertes se limitent à « fort peu de monde »,. Honoré Valé, un combattant insurgé de Saint-Père-en-Retz capturé par la suite par les républicains, affirmera lors de son interrogatoire que l'armée a perdu 4 000 à 5 000 hommes lors de la prise de la ville. L'historien Lionel Dumarcet juge que le bilan donné par Valé est fantaisiste et qu'une estimation de 400 à 500 hommes, voire de 40 à 50, semble raisonnable. Un des chefs, Gabriel-Esprit Vrignault, trouve la mort lors du combat,.
Selon Lucas de La Championnière, un chirurgien républicain fait prisonnier est mis à la tête de l'hôpital pour soigner les malades et les blessés des deux camps,. 

## Conséquences
L'armée de Charette retourne à Legé après la bataille. La garnison républicaine de Machecoul arrive quant à elle à Port-Saint-Père à onze heures du soir,. Le bourg est rapidement abandonné et les républicains se replient tous sur Nantes,. Le lendemain, Port-Saint-Père est repris par La Cathelinière, tandis que Charette retourne à Legé. Pornic est évacué et Bourgneuf-en-Retz retombe aux mains des Vendéens. Les républicains n'ont alors plus de défense au-delà des faubourgs de Nantes,.